# Egon Mathiesen
Egon Mathiesen (25. november 1907 – 14. august 1976) var en dansk maler, forfatter og illustrator. Han blev særligt kendt for flere enkle, nyskabende billedbøger for børn.
Egon Mathiesen var selvlært som billedkunstner. Han debuterede på Kunstnernes Efterårsudstilling i 1932 med malerier med abstrakte motiver. Sine kunstneriske idealer videreførte han i flere billedbøger før og efter 2. verdenskrig, blandt andet i Fredrik med bilen (1944), Aben Osvald (1947), Mis med de blå øjne (1949) og Blå mand - en remse til vrøvle og glæde (1956). 
Egon Mathiesens illustrationer er præget af en fri og ekspressiv naivisme med rene motiver, tydelige konturer og uden brug af centralperspektiv. Teksten er tilsvarende enkel, legende og poetisk, hvad enten den er formet som fabulerende prosa eller i rytmiske rim. Med sit karakteristiske udtryk blev Egon Mathiesen en fornyer af den danske børnelitteratur. Hans mål var at forene farve, tekst og rytme – og kulturradikalismens humanisme – og lave kunst for børn. Han bidrog stærkt til, at billedbogen blev en selvstændig litterær genre, hvor ord og billede udfylder hinanden på en egen og fri måde.
Egon Mathiesen fik i 1954 Kulturministeriets Børnebogspris for billedbogen Mis med de blå øjne.